# Linnea Ehri
Linnea C. Ehri est une psychologue américaine, chercheur en psychologie du développement et professeure émérite de l'université de la ville de New York. Elle est spécialiste de l'apprentissage de la lecture. 

## Biographie
Ehri a obtenu une licence de psychologie (B.S.) en 1963 à l'université de Washington (Seattle), suivie d'une maîtrise en psychologie à l'université d'état de San Francisco (1966) et d'une thèse doctorale en psychologie de l'éducation à l'Université de Californie à Berkeley. De 1970 à 1991, elle est professeure dans le département d'éducation à l'université de Californie. Depuis 1991, elle est professeure émérite au Graduate Center de l'université de la ville de New York,,

## Travaux scientifiques
Ehri propose un modèle de l'apprentissage de la lecture en quatre phases développementales, modèle de référence souvent repris dans la littérature scientifique sur le sujet. Les quatre étapes de l'acquisition de la lecture chez l'enfant et dans les langues alphabétiques sont : la phase pré-alphabétique, la phase alphabétique partielle, la phase alphabétique complète et la phase alphabétique consolidée,.

## Publications (sélection)
- Ehri, Linnea C., Simone R. Nunes, Dale M. Willows, Barbara Valeska Schuster, Zohreh Yaghoub‐Zadeh, and Timothy Shanahan, «Phonemic awareness instruction helps children learn to read: Evidence from the National Reading Panel's meta‐analysis», Reading research quarterly 36, n°3 (2001): 250-287.
- Ehri, L. C., Reconceptualizing the development of sight word reading and its relationship to recoding, In P. B. Gough, L. C. Ehri, & R. Treiman (éds.), Reading acquisition, p. 107-143, Hillsdale, NJ: Lawrence Erlbaum Associates.
- Ehri, Linnea C. « Learning to read words: Theory, findings, and issues », Scientific Studies of reading 9.2 (2005): 167-188.
- Ehri, Linnea C. « Grapheme—phonerne knowledge is essential for learning to read words in English », Word recognition in beginning literacy 1 (2013).
- Ehri, Linnea C., Simone R. Nunes, Steven A. Stahl, and Dale M. Willows, « Systematic phonics instruction helps students learn to read: Evidence from the National Reading Panel’s meta-analysis», Review of educational research 71, no 3, 2001 : 393-447.
- Ehri, Linnea C. « Phases of development in learning to read words by sight », Journal of research in reading 18, nº 2 (1995) : 116-125.